# Zeevang
Zeevang – gmina w Holandii, w prowincji Holandia Północna.

## Miejscowości
Beets, Etersheim, Hobrede, Kwadijk, Middelie, Oosthuizen (siedziba gminy), Schardam, Warder